# Stekene
Stekene là một đô thị ở tỉnh Oost-Vlaanderen. Đô thị này bao gồm các thị xã Kemzeke, Klein-Sinaai và Stekene proper. Tại thời điểm ngày 1 tháng 1 năm  2006 Stekene có tổng dân số 16.856 người. Tổng diện tích là 44,80 km² với mật độ dân số là 376 người trên mỗi km².
Stekene là một ốc đảo xanh bên trong vùng Flanders công nghiệp hóa do ở đây có rừng và đất nông nghiệp. Tuyến xa lộ E34 từ Antwerpen đến bờ biển chạy qua đô thị này.

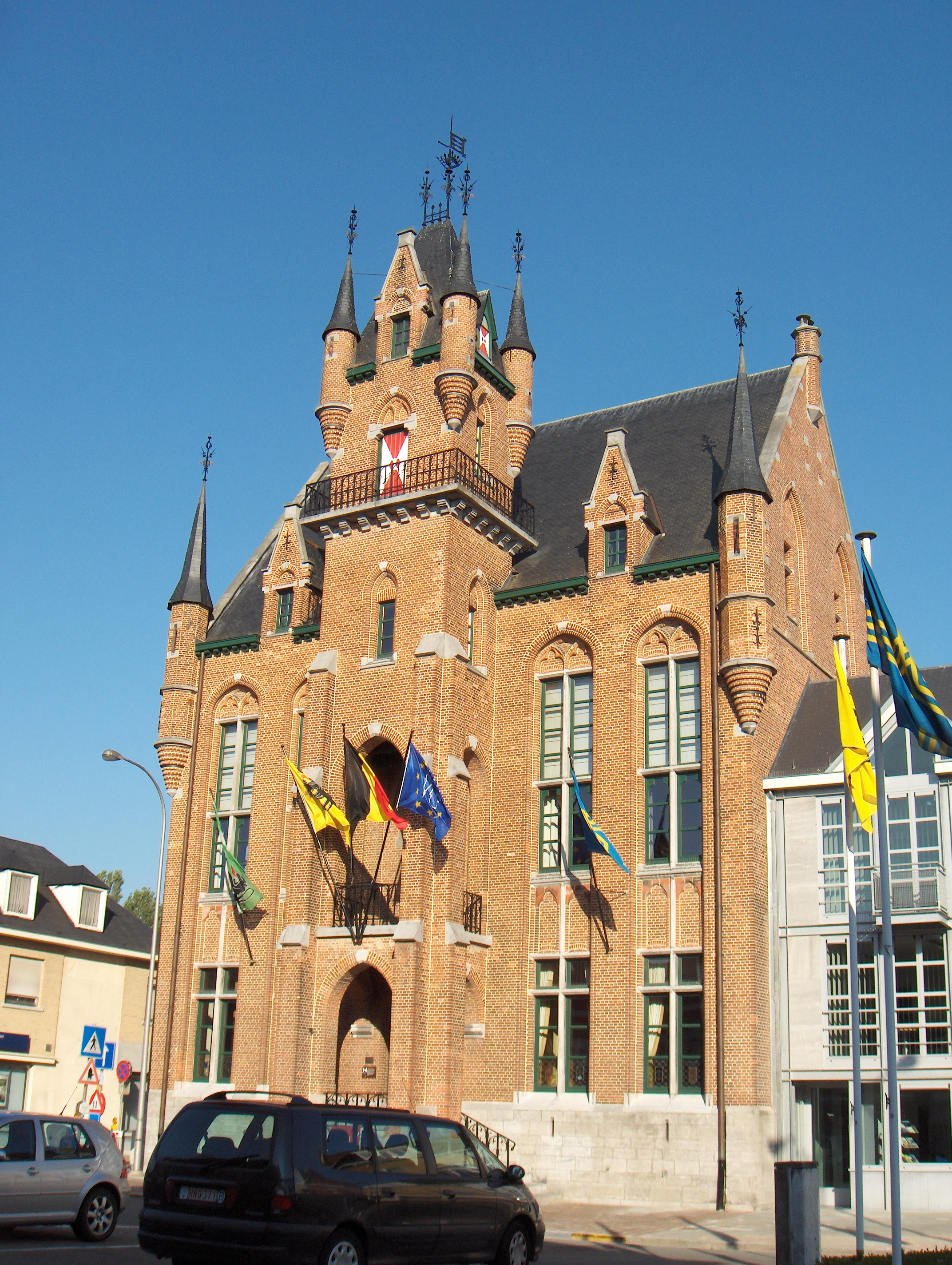
Tòa thị chính Stekene.

Stekene giáp Sint-Gillis-Waas về phía đông, Sint-Niklaas về phía nam, Moerbeke về phía tây and the Dutch thị xã Hulst